# Nelson Monument

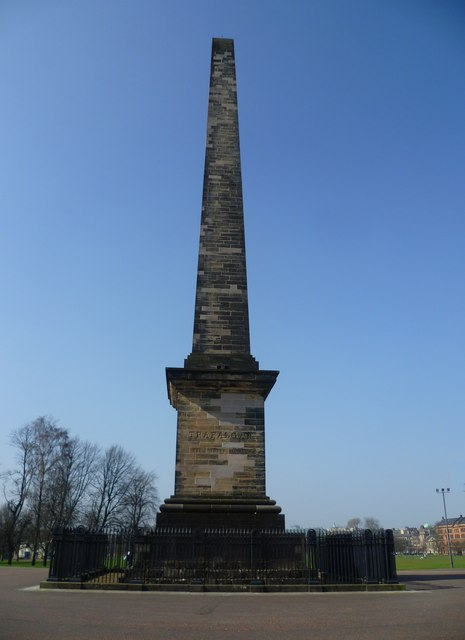
Nelson Monument

Das Nelson Monument ist ein Denkmal in der schottischen Stadt Glasgow. 1970 wurde das Bauwerk in die schottischen Denkmallisten in der höchsten Denkmalkategorie A aufgenommen.

## Geschichte
Das Denkmal wurde zum Gedenken an Lord Nelsons Sieg und Tod in der Schlacht von Trafalgar errichtet. Den Entwurf lieferte der schottische Architekt David Hamilton. Für den 2000 £ teuren Bau kam die Öffentlichkeit auf. Kurz nach Errichtung schlug ein Blitz in das Monument ein, der einen sichtbaren, jedoch keinen strukturellen Schaden hinterließ. Das Ereignis wurde in einem Bild von John Knox verewigt, das im nahegelegenen People’s Palace ausgestellt ist.

## Beschreibung
Die Statue befindet sich im Westteil des Glasgow Greens nahe dem rechten Clyde-Ufer. Es handelt sich um einen rund 44 m hohen Obelisken, der auf einem Postament mit quadratischem Grundriss ruht. Ein gusseisernes Geländer umfriedet das Denkmal. Im Jahre 1965 wurde eine Gedenktafel hinzugefügt, die an die Pionierleistungen James Watts auf dem Glasgow Green erinnert.